# Acacia rostellifera
Acacia rostellifera é uma espécie de leguminosa do gênero Acacia, pertencente à família Fabaceae.